# 1013
| Calendário gregoriano                                                        | 1013 MXIII                                           |
| Ab urbe condita                                                              | 1766                                                 |
| Calendário arménio                                                           | 462 – 463                                            |
| Calendário bahá'í                                                            | -831 – -830                                          |
| Calendário budista                                                           | 1557                                                 |
| Calendário chinês                                                            | 3709 – 3710 Início a 15 de janeiro (aproximadamente) |
| Calendário copta                                                             | 729 – 730                                            |
| Calendário etíope                                                            | 1005 – 1006                                          |
| Calendários hindus - Vikram Samvat - Calendário nacional indiano - Cáli Iuga | 1068 – 1069 934 – 935 4113 – 4114                    |
| Calendário Holoceno                                                          | 11013                                                |
| Calendário islâmico                                                          | 403 – 404                                            |
| Calendário judaico                                                           | 4773 – 4774                                          |
| Calendário persa                                                             | 391 – 392                                            |
| Calendário rúnico                                                            | 1263                                                 |
| Calendário solar tailandês                                                   | 1556                                                 |

1013 (MXIII, na numeração romana) foi um ano comum do século XI do Calendário Juliano, da Era de Cristo, e a sua letra dominical foi D (53 semanas), teve início a uma quinta-feira e terminou também a uma quinta-feira.
No território que viria a ser o reino de Portugal estava em vigor a Era de César que já contava 1051 anos.
| Ano completo                        |
| ----------------------------------- |
| Ano comum com início à quinta-feira |

## Eventos
- A Inglaterra é invadida pelo rei Sueno I da Dinamarca que se torna também rei inglês. Etelredo II de Inglaterra foge para a Normandia.
- Tropas berberes invadem e destroem parte de Córdova, dando origem ao aparecimento de pequenos reinos taifas.
- Zaui ibne Ziri, líder berbere zírida funda a dinastia zírida de Granada.
- Estimado: Kaifeng, capital da China, se torna a maior cidade do mundo, assumindo a liderança de Córdoba em Al-Andalus.

## Nascimentos
- Isaac Alfasi, rabino e legalista da religião judaica (m. 1103).
- 22 de Setembro - Richeza da Polônia, Rainha da Hungria (m.1075)

## Mortes
- Abulcasis, médico cirurgião hispano-árabe (n. 936).